# José Satué
José Satué,(Zaragoza, 6 de noviembre de 1903 - Alicante, 13 de julio de 1991) miembro del Partido Comunista de España (PCE) e ideólogo y fundador de las Células Comunistas vivió en el exilio tras la finalización de la guerra civil española. En 1948 fue destinado por la dirección del PCE a reintroducirse en España con el objetivo de la reorganización clandestina de la organización sindical UGT.
Delatado al poco tiempo de su arribo, Satué fue arrestado y condenado a muerte por el gobierno franquista, pena que posteriormente fue conmutada por 20 años de prisión. Dedica su largo cautiverio, desde 1948 hasta 1968, a la estructuración clandestina del PCE en las cárceles, donde fue uno de sus máximos responsables.
En el Penal de Burgos, en 1963, conoce a Fernando Sagaseta, destacado miembro de Canarias Libre, grupo desarticulado en 1962. De esa unión da fruto el ingreso del abogado penalista en el PCE y se deposita la semilla de lo que serán las Células Comunistas.
En 1968, tras salir en libertad, se entrevista en París con Santiago Carrillo. Descontento con éste y con las que consideraba desviaciones ideológicas eurocomunistas que se imponían en el partido, reaviva el contacto con Fernando Sagaseta y otros militantes que sufren la represión interna de la organización.
De allí surgió el modo en que un grupo de militantes respondieron a las decisiones del Comité Central de aquel entonces, siendo desde su primer momento el máximo representante y portavoz de dicha tendencia.
En esa condición participó en incontables encuentros entre grupos comunistas desgajados de las filas del PCE a lo largo de los años, con el objetivo de la reorganización de un Partido Comunista marxista-leninista, proceso que culminó con la fundación del Partido Comunista de los Pueblos de España (PCPE) en enero de 1984, del que pasaría a ser miembro de su Comité Central.
- Datos: Q5945508